# アトラントローパ

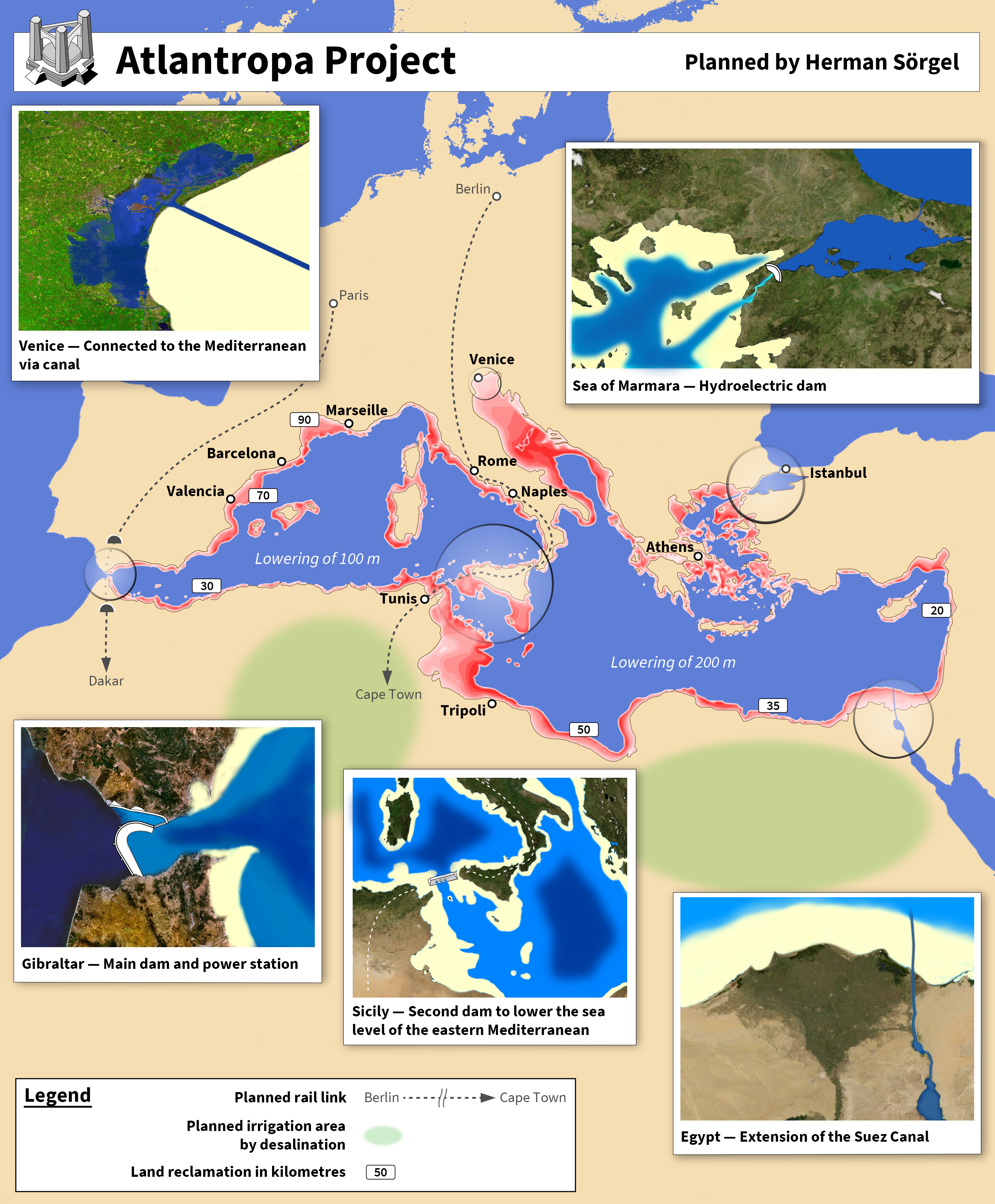
アトラントローパの概要を示した地図

アトラントローパ（Atlantropa）またはパンローパ（Panropa）とは、1920年代から1950年代前半にかけてドイツの建築家ドイツ人技術者ヘルマン・ゼルゲルが提唱した、地中海の出入口に巨大ダムを建設し、海面を低下させて新しい土地を作るというアイデアである。

## 概要

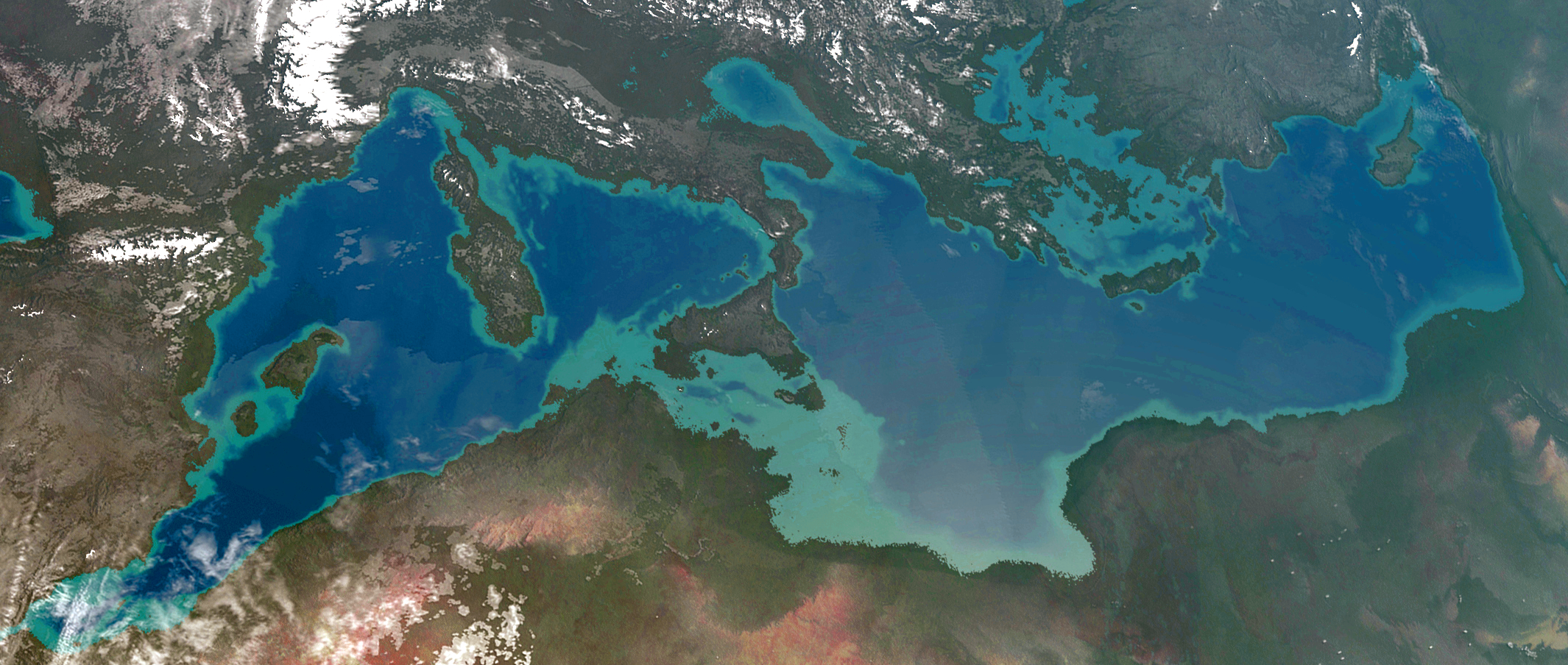
アトラントローパの想像図。色が薄くなっている箇所が、アトラントローパにより海面の上に現れる土地。

アトラントローパは、ジブラルタル海峡に巨大なダムを建設して、地中海の海面を200メートル下げ、アドリア海などを陸地化して新たに広大な土地を得るとともに、ダムで水力発電を行って莫大な電力を得るという計画である。その他に、以下の4つの巨大ダムが提案された。
- ボスポラス海峡もしくはダーダネルス海峡にダムを建設して、黒海をせき止める。
- 海面の低下により狭くなったシチリア島とチュニジアの間にもダムを作り、それより東側の海面をさらに下げるとともに、陸上交通路を提供する。
- コンゴ川の支流カサイ川よりも下流にダムを建設してチャド湖の周辺のチャド盆地（英語版）を水没させ、サハラ砂漠の緑地化のための淡水を供給し、アフリカ内陸部に航路を提供する。
- スエズ運河を延伸し、閘門を建設して、紅海との接続を維持する。

ゼルゲルは、ナチス・ドイツが新たな領土を獲得する根拠とした「生存圏」(Lebensraum)に代わる平和的な汎ヨーロッパ的構想としてこの計画を構想し、実現には百年以上かかると予想していた。ゼルゲルはアトラントローパを、土地・食糧・雇用・電力、として「ヨーロッパと近隣アフリカ」という新しいビジョンを提供する方法として構想した。
アトラントローパは、以下の4つの特徴を持っていた。
- 平和主義: 技術を平和的に利用することを約束する。
- 汎ヨーロッパ主義: 戦争で荒廃したヨーロッパを一つにする方法としてこのプロジェクトを捉える。
- ヨーロッパ中心主義: アフリカを、ヨーロッパと一体となった「アトラントローパ」（またはユーラフリカ（英語版））として捉える。
- 新植民地主義的地政学: 世界をアメリカ、アジア、アトラントローパの3つのブロックに分ける[9]。

アトラントローパに対する積極的な支持は、ドイツを始めとする北ヨーロッパの建築家やプランナーに限られていた。批評家たちは、この計画に地中海諸国の協力が必要になるという前提が欠けていること、海面が低下したときに内陸に取り残されることになる沿岸部のコミュニティへの影響など、様々な欠点を挙げてこの計画を嘲笑した。この提案は1920年代後半から1930年代前半にかけて大流行し、1940年代後半から1950年代前半にかけてもわずかに流行したが、1952年にゼルゲルが死去してからはほとんど言及されなくなった。

## 歴史

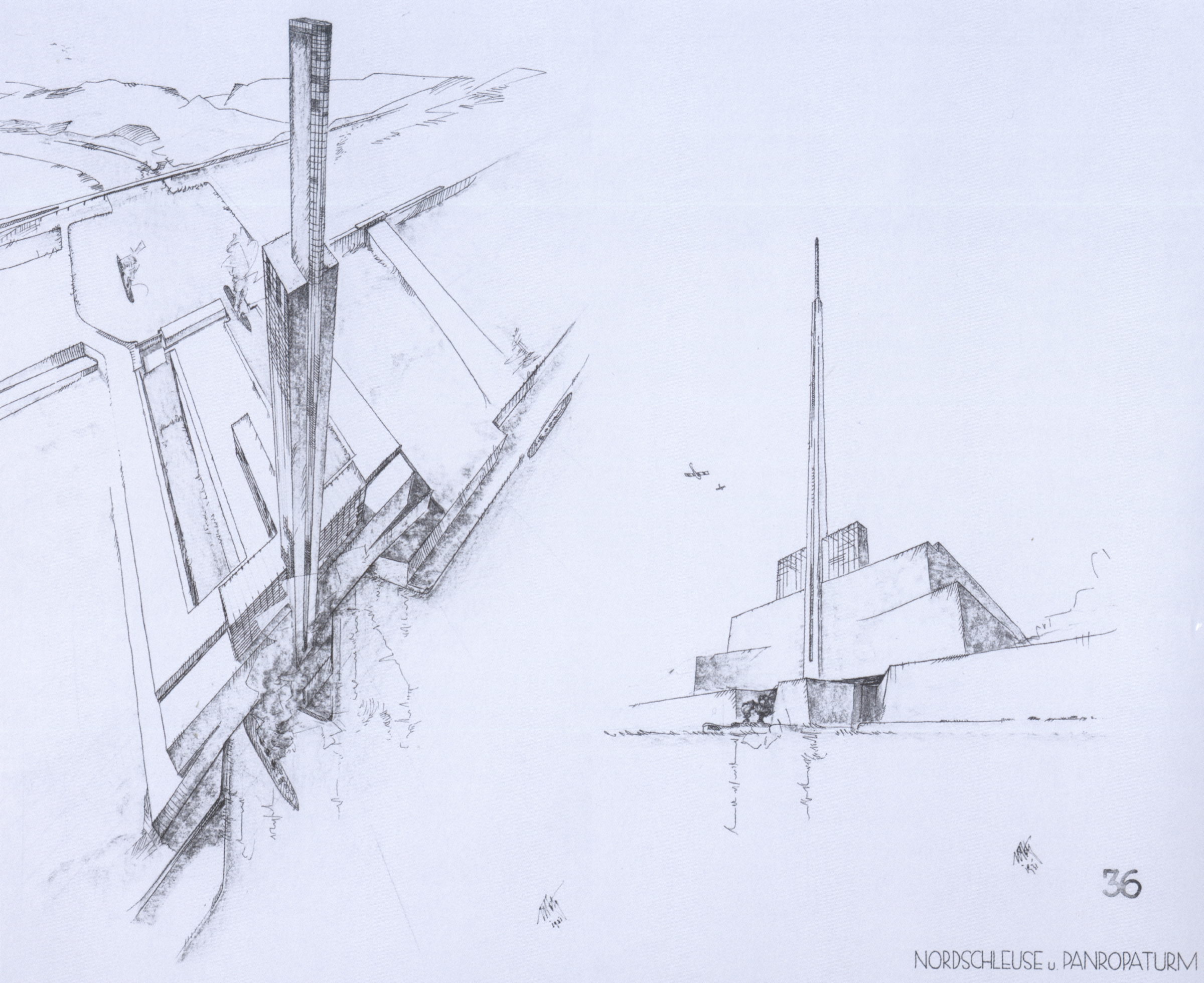
ゼルゲルが提案したジブラルタル・ダムの閘門（ペーター・ベーレンス画）

ゼルゲルの目標は、ヨーロッパとアフリカを1つの大陸「アトラントローパ」とし、アフリカにヨーロッパ人が居住することで、ヨーロッパ文明における全ての問題を解決することだった。ゼルゲルは、アメリカ大陸やアジア大陸に対抗するために、ヨーロッパは自給自足しなければならず、それは全ての気候帯に領土を持つことを意味すると考えた。ゼルゲルの考えでは、ヨーロッパ人にとってアジアは永遠に謎のままであり、イギリスは長期的には世界帝国を維持することはできないため、アフリカの植民地化をヨーロッパ全体の取り組みとして実施することを提唱した。
地中海の海面が低くなれば、水力発電で莫大な電力を得ることが可能になり、それにより産業を成長させることができるとした。化石燃料と異なり、水力発電は枯渇の心配がない。また、生まれた広大な土地が農地として利用でき、さらにアフリカ内陸部に作る人工湖によってサハラ砂漠に潅漑を行う予定だった。百年以上続くと予想される大規模な公共事業により失業が解消され、新たな土地の取得により人口過多の圧力が緩和される。ゼルゲルは、この2つがヨーロッパの政治不安の根本原因であると考えていた。ゼルゲルはまた、この計画が気候に与える影響は有益なものであり、メキシコ湾流がより効果的に働いて冬が暖かくなり、ブリテン諸島の気候も良い方向になると考えていた。中東は統合されたアトラントローパの支配下に置かれ、エネルギー源となるとともに、黄禍の防波堤になると考えた。
ゼルゲルとその支持者によって作られたアトラントローパの広報資料には、地中海に作られるダムや新しい港の設計図・地図・模型、ペーター・ベーレンスが設計したジブラルタル・ダムの絵、新しい土地での農業生産の予測、莫大な電力をヨーロッパ全土に送るための送電網などが含まれている。気候変動や地震に対する懸念は、否定的なものというより肯定的なものとして扱われていた。ゼルゲルの1938年の著書"Die Drei Grossen A"は、このコンセプトがナチスのイデオロギーと一致していることを示すために、見返しにヒトラーの言葉が引用されていた。
第二次世界大戦後、アフリカで拡大するマルクス主義に対抗するために西側諸国がアフリカ諸国と緊密な関係を結ぼうとしたときに、この計画に対する関心が高まった。しかし、植民地主義の終焉により政治的に実現不可能となり、また、原子力発電の発明により、莫大な電力を得るための水力発電という案は不要になった。

## 大衆文化への影響
フィリップ・K・ディックの小説『高い城の男』及びそのテレビドラマ化作品では、大ナチス帝国首相マルティン・ホイスマンが、ジブラルタル海峡にダムを建設して地中海の水を全て排水するという「アトラントローパ計画」を提唱している。